# Kosmos 238
Kosmos 238 (ryska: Космос-238) var en obemannad testflygning i Sovjetunionens Sojuzprogram. Farkosten sköts upp från Kosmodromen i Bajkonur den 28 augusti 1968 med en Sojuz-raket. Den återinträdde i jordens atmosfär och landade i Sovjetunionen den 1 september 1968.
Flygningen var den sista obemannade testflygningen efter olyckan med Sojuz 1.